# Tarde

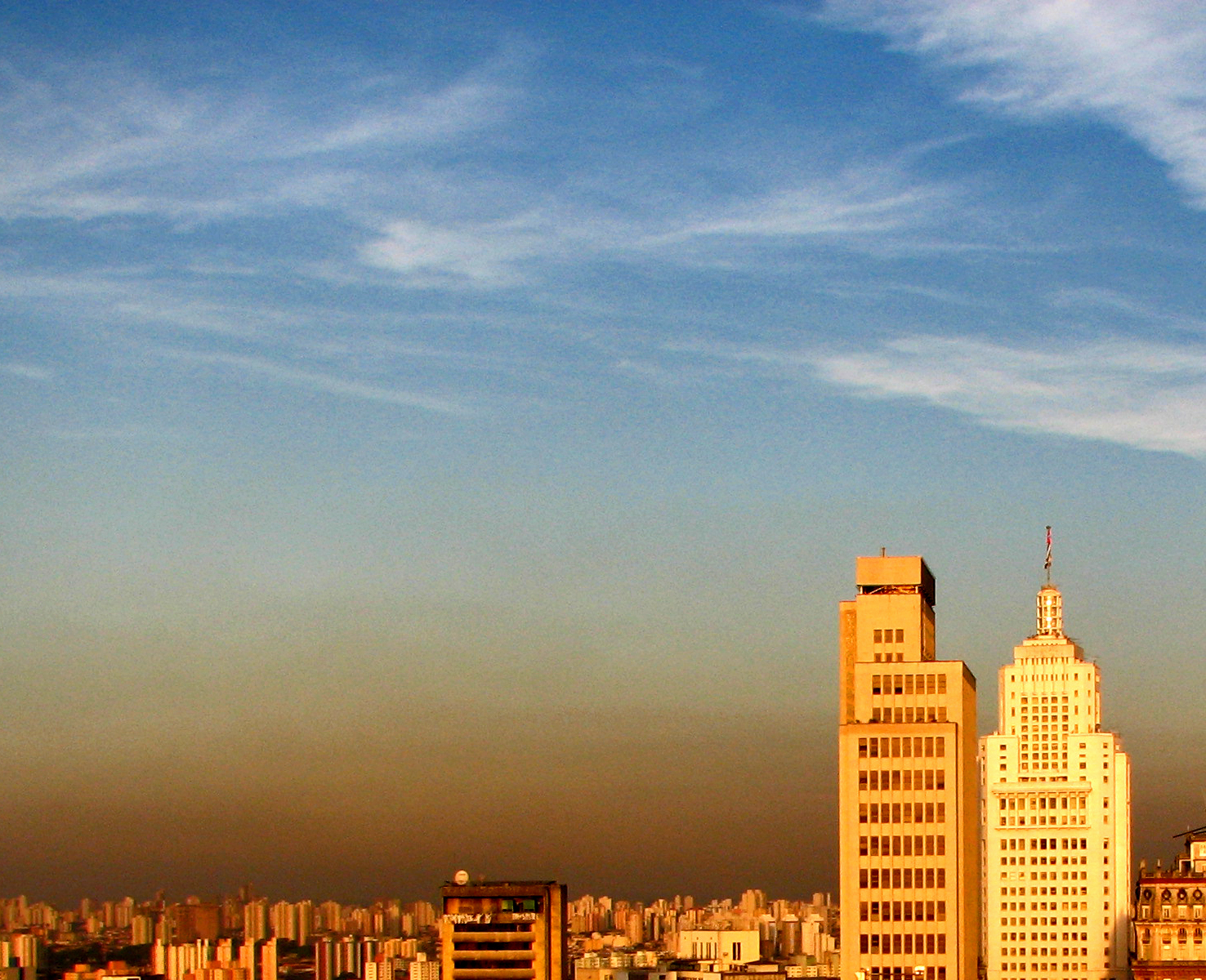
Tarde na cidade de São Paulo.

 A tarde é o período do dia que vai do meio-dia até o anoitecer, situando-se entre a manhã e a noite.